# Binta Jammeh-Sidibe
Binta Jammeh-Sidibe (auch Sidibeh, geboren in den 1950er Jahren in Banjul) ist eine gambische Frauenrechtsaktivistin.

## Leben
Sie besuchte von 1962 bis 1967 die Dawda Lower Basic School und erhielt wegen guter Leistungen ein Stipendium der Regierung. Anschließend besuchte sie bis 1974 die Gambia Senior Secondary School. Zu jener Zeit war es unüblich, dass junge Frauen eine High School besuchen. Ihr sei dies nach eigener Aussage vor allem durch die Unterstützung ihres Vaters ermöglicht worden. Von 1975 bis 1978 studierte sie in den USA an der Indiana University Bloomington Afrikanische Geschichte und Soziologie.
1978 kehrte sie nach Gambia zurück und arbeitete zunächst für die amerikanische Botschaft, später bis 1988 für die die United States Agency for International Development als Training Officer.
Jammeh-Sidibe engagierte sich in verschiedenen öffentlichen Bereichen. 1987 und 1988 war sie ernanntes Mitglied (nominated member) des National Women’s Council. 1992 gründete sie die Association for Promoting Girls & Women's Advancement (APGWA) in Brikama, die in rund 90 Dörfern verschiedene Projekte anbietet, und leitete als Direktorin diese Organisation. Dabei setzte sie sich auch gegen Weibliche Genitalverstümmelung (FGM) ein. Im Mai 1995 wurde die Bildungseinrichtung Sobeya Skill Training Centre in Tallinding gegründet. Zu Beginn konnten erst zehn, um 2011 rund 200 Personen die Einrichtung besuchen.
1999/2000 war sie stellvertretende Vorsitzende des Dachverbands gambischer Nichtregierungsorganisationen TheANGO (The Association of Non-Governmental Organizations in the Gambia). Ab 2002 gehörte sie dem Vorstand des Gambia Technical Training Institute (GTTI) an. Außerdem war sie in verschiedenen staatlichen Projekten für das Handels- und Bildungsministerium tätig. Um 2002/2003 war sie Direktorin der Agency For The Development of Women & Children (ADWAC).
Von etwa 2014 bis 2017 war sie Direktorin des Women’s Bureau. In dieser Funktion verfasste sie Ende 2015 einen öffentlichen Dankesbrief an Präsident Yahya Jammeh für dessen Verbot von Weiblicher Genitalverstümmelung.
Jammeh-Sidibe war mehrere Jahre für die Organisation für Islamische Zusammenarbeit (Organization of Islamic Cooperation, OIC) tätig, beispielsweise als gambische Entsandte bei Konferenzen. Ab 2014 war sie Mitglied im OIC Women Consultative Council. Um 2019/2020 war sie gambische Repräsentantin im Women’s Consultative und Advisory Council und Vorsitzende des Gender Policy Committee. Im Februar 2020 wurde sie zur Leiterin des Organisationskomitees ernannt, das das Gipfeltreffen der OIC 2022 in Gambia vorbereiten soll.

## Auszeichnungen
1998 erhielt Jammeh-Sidibe für ihren Einsatz für die Menschenrechte den Amnesty International Menschenrechtspreis.
Sie ist Trägerin des Order of the Republic of The Gambia in der Stufe Member. 2014 wurde sie für ihre Bildungsarbeit vom Women Advancement Forum (WAF) ausgezeichnet.

## Familie
Jammeh-Sidibe kam als Kind von Natoma Marong Jammeh und Karamo Jammeh zur Welt. Ihre Eltern stammten aus dem Dorf Illiassa in der North Bank Region. Sie gehört der Volksgruppe der Mandinka an. Sie ist die dritte Frau des Historikers Bakary Sidibe (Bakari Kebba Sidibeh, geboren um 1928), der die Oral History and Antiquities Division leitete, die heutige dem National Centre for Arts and Culture angegliedert ist. Sie hat fünf Kinder. Ihr Mann gehört zur Gruppe der Fulbe.